# Rujišta, Berane
Rujišta este un sat din comuna Berane, Muntenegru. Conform datelor de la recensământul din 2003, localitatea are 56 de locuitori (la recensământul din 1991 erau 61 de locuitori).

## Demografie
În satul Rujišta locuiesc 45 de persoane adulte, iar vârsta medie a populației este de 42,4 de ani (38,0 la bărbați și 46,6 la femei). În localitate sunt 21 de gospodării, iar numărul mediu de membri în gospodărie este de 2,67.
Această localitate este populată majoritar de sârbi (conform recensământului din 2003).
|  |

| Demografie | Demografie | Demografie |
| An         | Locuitori  | Locuitori  |
| ---------- | ---------- | ---------- |
|            |            |            |
|            |            |            |
|            |            |            |
|            |            |            |
| 1948       | 132        |            |
| 1953       | 136        |            |
| 1961       | 157        |            |
| 1971       | 143        |            |
| 1981       | 121        |            |
| 1991       | 61         | 59         |
| 2003       | 56         | 56         |

| \| Componența etnică conform recensământului din 2003[2] \| Componența etnică conform recensământului din 2003[2] \| Componența etnică conform recensământului din 2003[2] \| Componența etnică conform recensământului din 2003[2] \| Componența etnică conform recensământului din 2003[2] \| \| ----------------------------------------------------- \| ----------------------------------------------------- \| ----------------------------------------------------- \| ----------------------------------------------------- \| ----------------------------------------------------- \| \| \| \| \| \| \| \| Sârbi \| Sârbi \| \| 39 \| 69,64% \| \| Muntenegreni \| Muntenegreni \| \| 13 \| 23,21% \| \| necunoscută \| necunoscută \| \| 0 \| 0% \| |              |  |    |        |
| Componența etnică conform recensământului din 2003 |              |  |    |        |
| |              |  |    |        |
| Sârbi | Sârbi        |  | 39 | 69,64% |
| Muntenegreni | Muntenegreni |  | 13 | 23,21% |
| necunoscută | necunoscută  |  | 0  | 0%     |